# Brazíliaváros

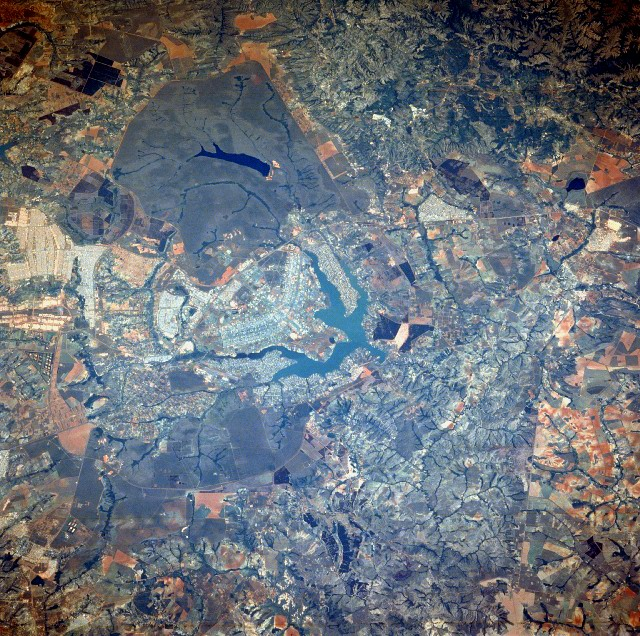
Brazíliaváros műholdfelvételen

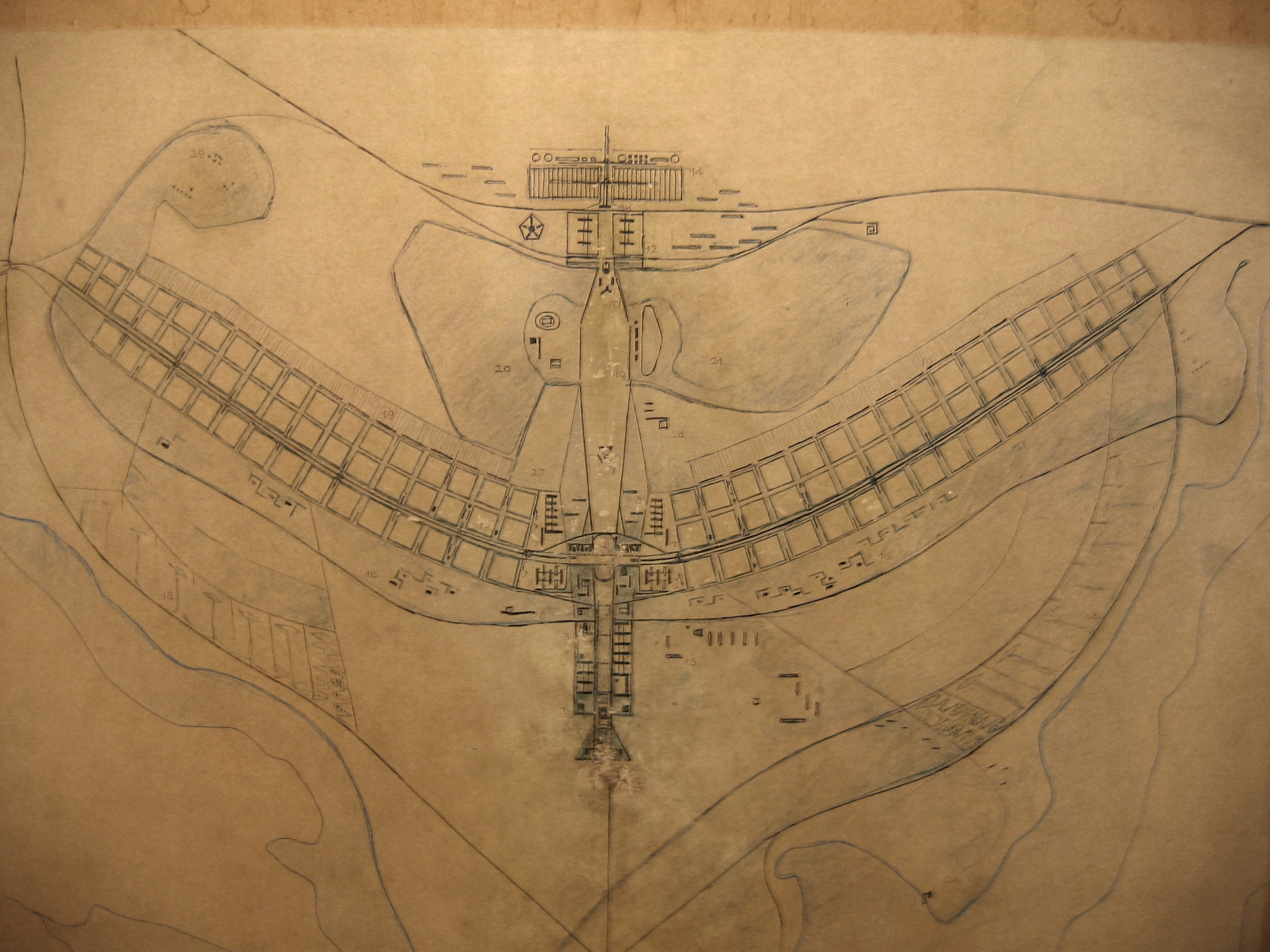
A város kísérleti terve (Plano Piloto)

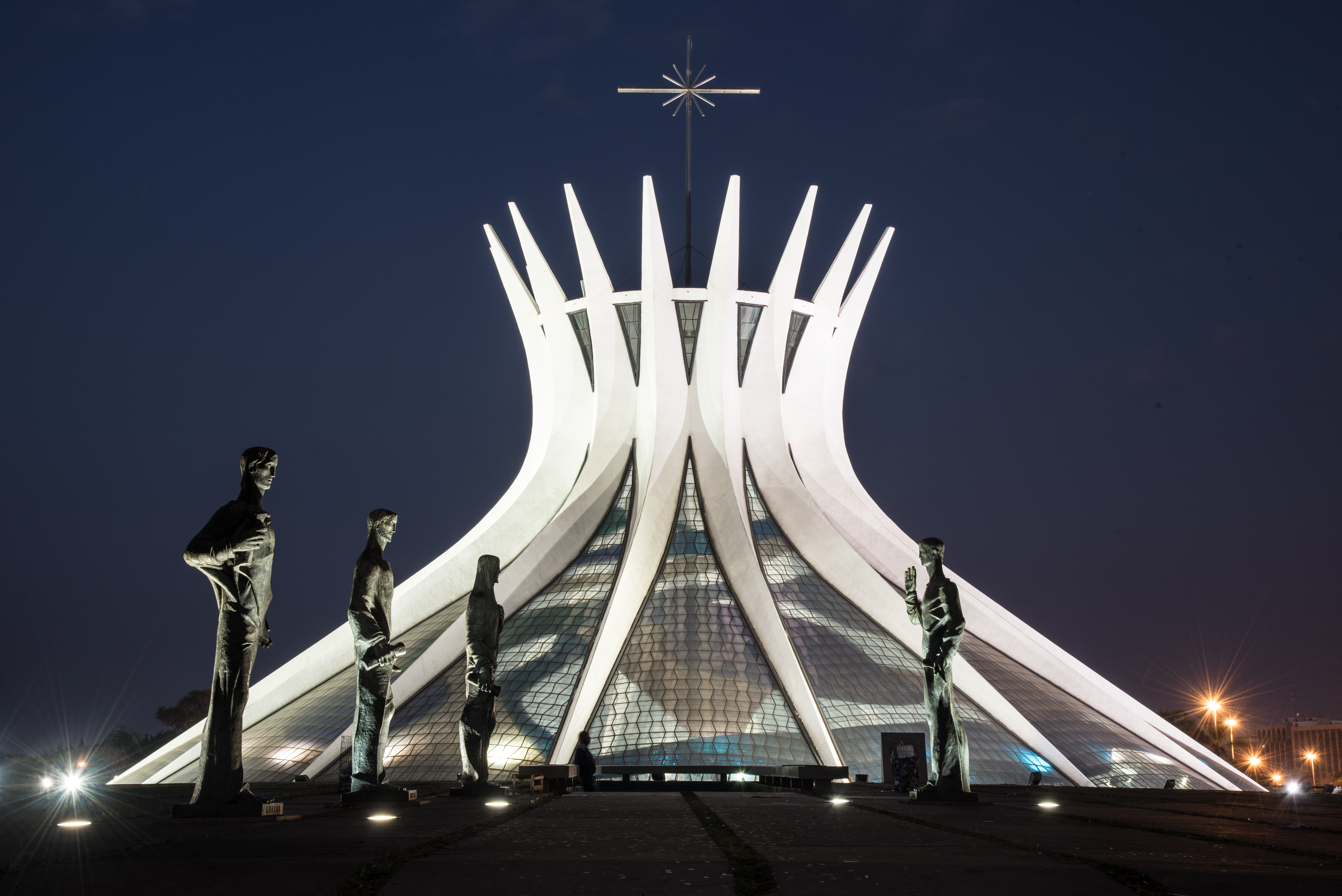
A brazíliavárosi katedrális

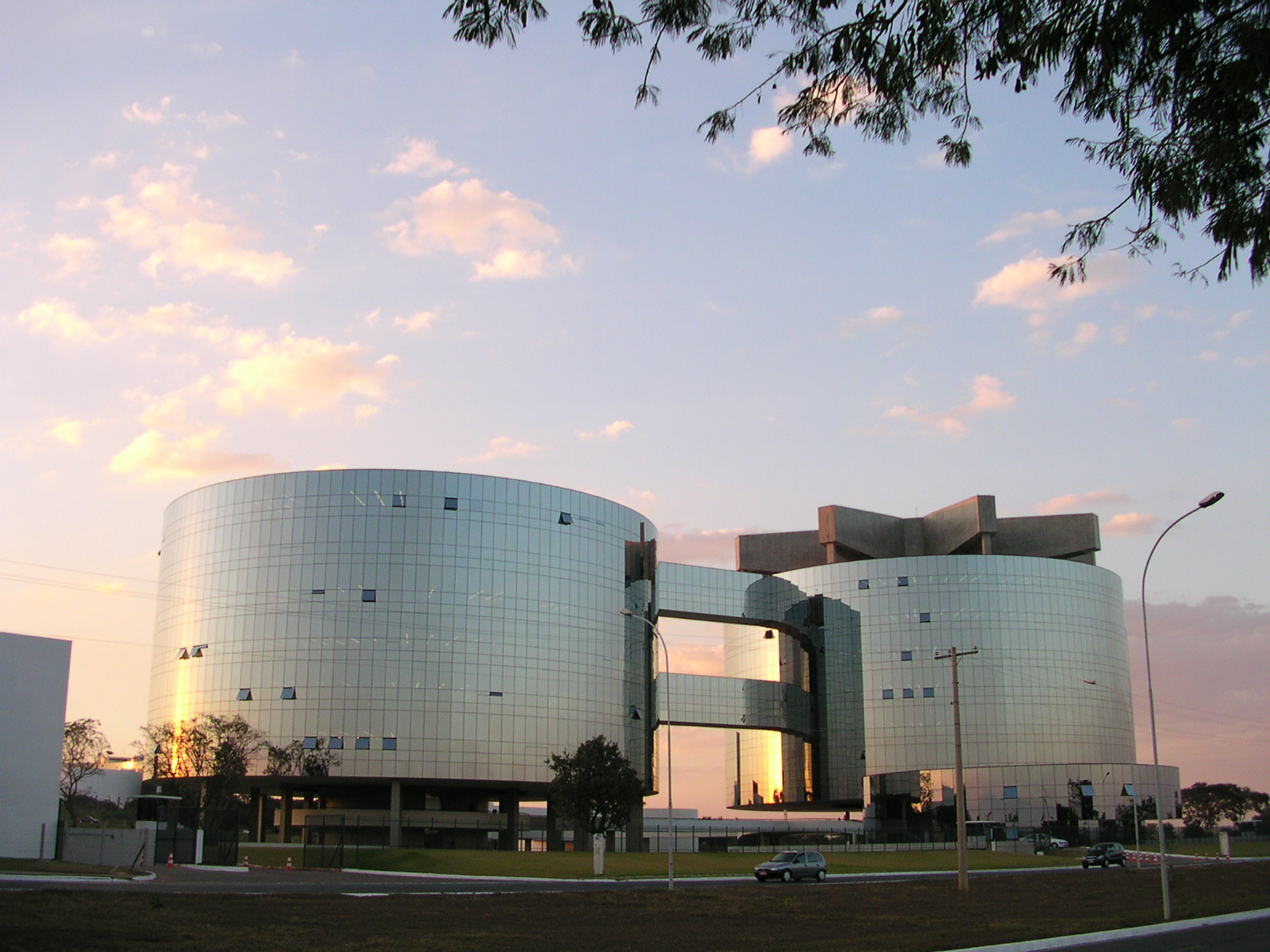
Köztársasági Ügyészség

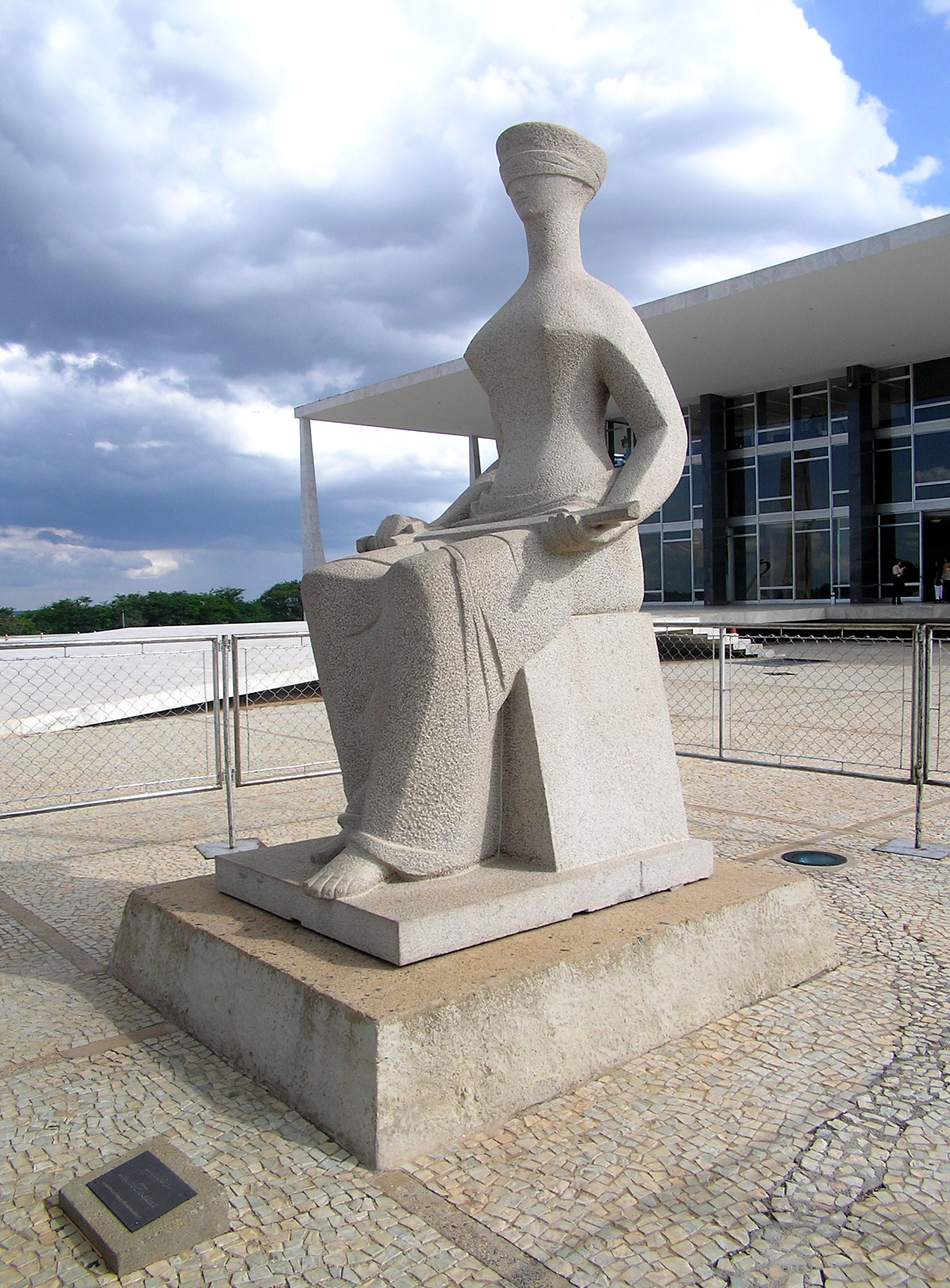
Az Igazság szobra a Legfőbb Bíróság előtt, Alfredo Ceschiatti műve

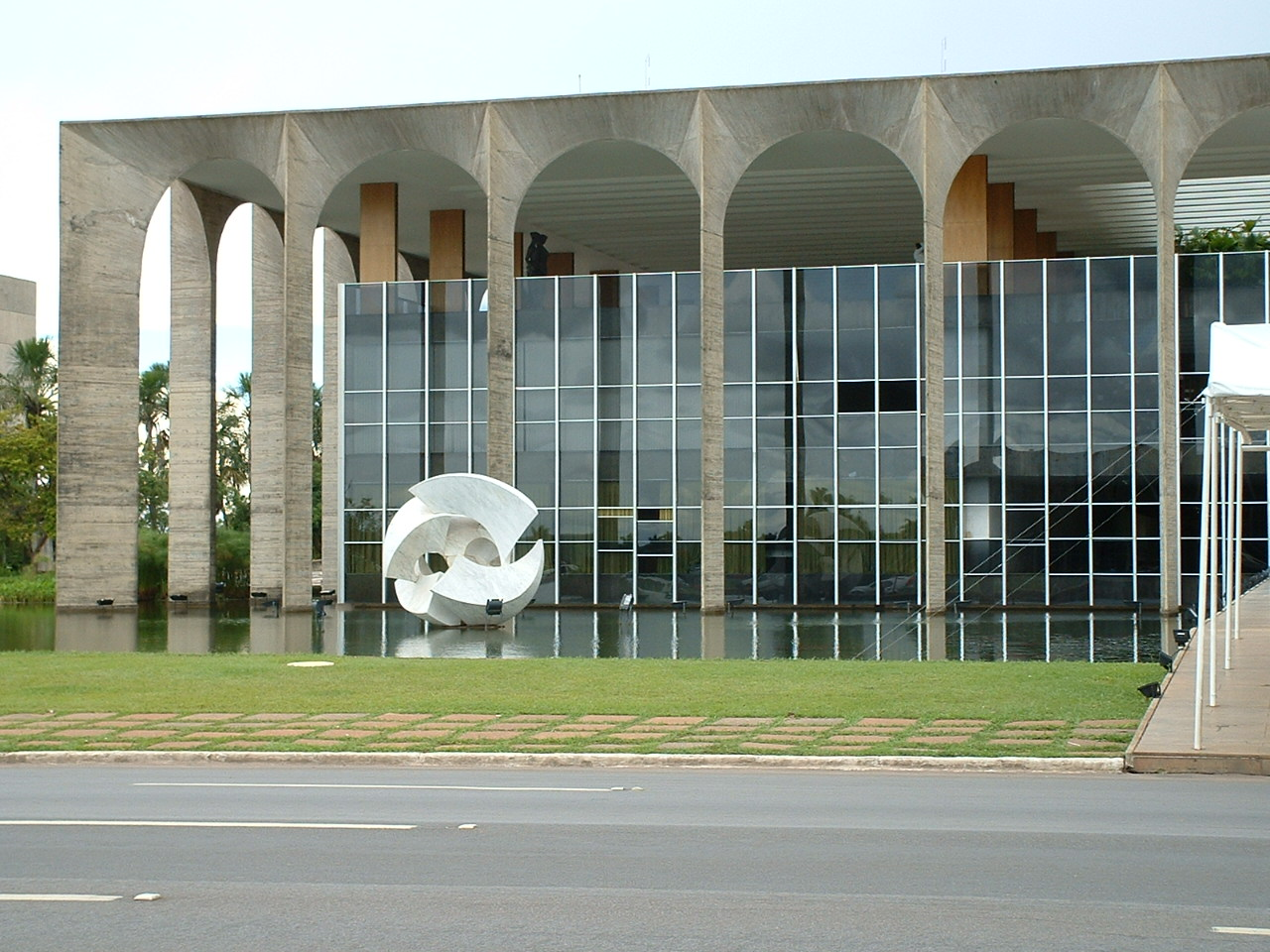
Palacio dos Arcos, a külügyminisztérium épülete

Brazíliaváros vagy Brasília (portugálul: Brasília) dél-amerikai város, 1960. április 21-e óta Brazília fővárosa. Az ország közepében elterülő szövetségi kerületben, a Planalto Central fennsíkon fekszik, Rio de Janeirótól, a régi fővárostól 930 kilométeres távolságban. Lakossága egy 2006-os népszámláláskor 2 383 784 fő volt. Számos állami közigazgatási épületnek ad otthont, mint például a Palácio de Planaltónak, azaz az elnöki palotának, a Legfelsőbb Bíróságnak és a Nemzeti Kongresszusnak.
A várost Lúcio Costa tervezte, a főépítész Oscar Niemeyer volt. A levegőből nézve pillangó vagy repülőgép alakja van. 1987 óta Brazíliaváros az UNESCO világörökségeinek listáján is szerepel.

## Éghajlata
Brazíliaváros éghajlata télen száraz, nyáron viszont nedves. A napi maximális hőmérséklet átlaga 28 °C, az átlagos hőmérséklet 20,5 °C. A legmelegebb hónap szeptember, amikor a napi hőmérséklet 16–28 °C között mozog, a leghidegebb pedig a július (13–25 °C). A valaha mért legkisebb hőmérséklet 0,5 °C, a legmagasabb pedig 34,1 °C volt. Az éves csapadék átlagosan 1555 milliméter. A legtöbb csapadék az októbertől áprilisig tartó esős évszakban esik (havi átlagban 121 és 246 mm között), a legkevesebb a májustól szeptemberig tartó száraz évszakban (8–56 mm között).
| Hónap                                                                         | Jan. | Feb. | Már. | Ápr. | Máj. | Jún. | Júl. | Aug. | Szep. | Okt. | Nov. | Dec. | Év   |
| ----------------------------------------------------------------------------- | ---- | ---- | ---- | ---- | ---- | ---- | ---- | ---- | ----- | ---- | ---- | ---- | ---- |
| Rekord max. hőmérséklet (°C)                                                  | 35,0 | 32,0 | 33,0 | 32,0 | 32,0 | 32,0 | 36,0 | 37,0 | 36,0  | 37,0 | 34,0 | 33,0 | 37,0 |
| Átlagos max. hőmérséklet (°C)                                                 | 26,9 | 26,7 | 27,1 | 26,6 | 25,7 | 25,2 | 25,1 | 27,3 | 28,3  | 27,5 | 26,6 | 26,2 | 26,6 |
| Átlaghőmérséklet (°C)                                                         | 21,6 | 21,8 | 22,0 | 21,4 | 20,2 | 19,1 | 19,1 | 21,2 | 22,5  | 22,1 | 21,7 | 21,5 | 21,2 |
| Átlagos min. hőmérséklet (°C)                                                 | 17,4 | 17,4 | 17,5 | 16,8 | 15,0 | 13,3 | 12,9 | 14,6 | 16,0  | 17,4 | 17,5 | 17,5 | 16,1 |
| Rekord min. hőmérséklet (°C)                                                  | 12,0 | 12,0 | 12,0 | 10,0 | 2,0  | 0,0  | 2,0  | 3,0  | 7,0   | 12,0 | 11,0 | 11,0 | 0,0  |
| Átl. csapadékmennyiség (mm)                                                   | 241  | 214  | 188  | 123  | 39   | 8    | 11   | 12   | 52    | 172  | 238  | 248  | 1546 |
| Havi napsütéses órák száma                                                    | 158  | 156  | 179  | 201  | 235  | 252  | 266  | 263  | 204   | 167  | 144  | 139  | 2364 |
| Forrás: World Meteorological Organization, Hong Kong Observatory, Weatherbase |      |      |      |      |      |      |      |      |       |      |      |      |      |

## Története
A brazil állam első két fővárosa, Salvador és Rio de Janeiro, a partvidéken épült fel. Az 1850-es évektől a portugál királyok, majd a brazil császárok és a demokratikus korszak elnökei mind szerették volna áthelyezni a fővárost a belső területekre. Ezek kevésbé voltak kitéve a kalózok támadásainak, és bár szegényebbek voltak, egy új város fejleszthette volna a régiót és csökkenthette volna a gazdasági különbségeket. 1823-ban José Bonifácio de Andrada e Silva, egyike a független Brazília támogatóinak, javasolta a főváros költöztetését, és az új városnak a Brasília nevet. 1891-ben, az első brazil alkotmány (amely már 1889-ben érvénybe lépett) kijelentette, hogy az új főváros meg fog épülni. 1894-ben az alkotmány egyúttal lefoglalt az új központnak egy 14 ezer négyzetkilométeres területet. 1922. szeptember 7-én rakták le az alapkövét, a mai Planaltina város közigazgatási területén, Brazíliaváros szatellitvárosainak egyikében. Eurico Gaspar Dutra kormányzása alatt (1946 és 1950 között) a város óriási fejlődésnek indult, mivel a tervezést felváltotta az építkezés. 1955-ben az új fővárossal foglalkozó bizottság kijelölte az újonnan építendő város helyét.
1956-ban Juscelino Kubitschek de Oliveirát választották államelnöknek, aki megalapított egy az új várossal foglalkozó vállalatot, a NOVACAP-ot. Kubitschek megbízta Oscar Niemeyert, az akkor még fiatal építészt a város építtetésének vezetésével. Még abban az évben megkezdődtek az építési munkálatok. 1957-ben  Le Corbusier egyik tanítványa, Lúcio Costa nyerte el az építés jogát. Costa kísérleti tervén (portugálul Plano Piloto) a modernista építészet hatása érvényesül. A tájépítész Roberto Burle Marx volt. Kubitscheknek az volt a terve, hogy Brazília az ő ötéves kormányzása alatt annyit fog fejlődni, mint az előző fél évszázadban (ezt bizonyítja az államelnök mottója, az „ötven év ötben” is). Juscelino Kubitschek arra vágyott, hogy ő legyen az alapítója Brasíliának, ezért 1960. április 21-én hivatalosan felavatta, még azelőtt, hogy az elkészült volna.
A kezdetektől fogva Brazíliaváros gyorsabban növekedett és fejlődött, mint a tervek alapján várták. Az eredeti terv szerint csak az ország vezetésének, a hivataloknak és az őket kiszolgáló személyzetnek adott volna otthont, ám egész Brazíliából (főleg az északi és északnyugati területekről) több ezer ember költözött az új városba. Ezek a bevándorlók a candango nevet kapták. Amikor elkészült, azt javasolták nekik, hogy térjenek haza, de sokan nem tették, mivel egy jobb élet lehetőségét látták az új fővárosban. Az ott maradtaknak az eredeti terven kívül építettek ki lakóhelyeket. Ahogy több és több bevándorló érkezett, ezek a települések egyre gyorsabban kezdtek növekedni, és lassan szatellitvárosokká nőtték ki magukat.
Az 1980-as évekig Brazíliaváros polgármesterét a brazil kormány nevezte ki, és a törvényeit is az állami szenátus határozta meg, ám az 1998-as új alkotmány óta a fővárost és a szatellitvárosokat magába foglaló Szövetségi Kerület lakossága szabadon választhatja meg kormányzóját, aki egyúttal a polgármesteri feladatokat is ellátja.

## Kritikák
Brazíliavárossal szemben az a legfőbb kritika, hogy nem a gyalogosok számára készült. Az eredeti tervben nem is voltak közlekedési lámpák; a gépkocsiutak felüljárók és alagutak segítségével keresztezték egymást.
A másik gyakori bírálat az, hogy messzire, úgynevezett szatellitvárosokba költöztette a szegénynegyedeket (például Santa Maria, São Sebastião, Gama, Ceilândia és Sobradinho). Ezeket a városokat busszal vagy felszíni gyorsvasúttal lehet a központból megközelíteni.

## Lakosság
A tulajdonképpeni Brazíliaváros a kb. 200 000 lakosával csak a harmadik legnagyobb a szövetségi államban Ceilândia (348 688 lakos) és Taguatinga (259 123 lakos) mögött. A legtöbb lakos az elővárosokban és a városon kívüli régiókban lakik. A lakosság száma ugrásszerűen nőtt az elmúlt ötven évben: míg 1950-ben csak 36 000 lakója volt, 2005-ben a lakó száma kb. 63-szorosára nőtt (2 277 259). A népsűrűség 422 fő négyzetkilométerenként. Az alábbi táblázat a lakosság számának alakulását mutatja. Az 1985 és 1991 közötti  mintegy 180 000 főnyi csökkenés annak tulajdonítható, hogy az alacsonyabb jövedelmű vagy jövedelemmel nem rendelkező lakókat adminisztratív intézkedésekkel a környező  szatellitvárosokba telepítették át.
| Év   | Lakosság |
| ---- | -------- |
| 1959 | 28 020   |
| 1960 | 68 665   |
| 1964 | 90 582   |
| 1970 | 156 668  |
| 1975 | 202 775  |
| 1977 | 236 411  |
| 1980 | 316 058  |
| 1985 | 396 207  |
| 1991 | 213 760  |
| 1996 | 199 020  |
| 2000 | 198 422  |
| 2005 | 199 062  |

Brazíliaváros lakói jellemzően a közép- és felsőosztályhoz tartoznak. Az ország északkeleti tartományaiból származó munkások számára, akik a várost felépítették, nem terveztek lakásokat. Ők főleg a város körüli szatellitvárosokban élnek. Az ipar – amelynek külön területet tartottak fenn – nem telepedett be. Az elővárosok képét a magas munkanélküliség és az ezt kísérő társadalmi jelenségek (alkohol- és drogfogyasztás, növekvő bűnözés) határozzák meg.  Ezzel szemben a zöldövezetekben gazdag, jó infrastruktúrával ellátott brazíliavárosi élet minősége az ott élő emberek számára magasabb az országos átlagnál. A városból hiányzik azonban a fővárosokra jellemző kulturális élet lüktetése. A politikusok, hivatalnokok és alkalmazottak szívesebben töltik a hétvégét más városokban.

## Látnivalók
A város legmagasabb épületéről, a 218 méter magas tévétoronyról szép kilátás nyílik a városra. Ez a régi buszpályaudvar mellett, a város központi tengelyén helyezkedik el. Ettől keletre található a parlament épülete a két karcsú toronnyal, nyugatra tőle az 1981-ben elkészült Kubitschek-emlékmű. Északi és déli irányban lakónegyedek, szállodák és bevásárlóközpontok helyezkednek el. A sűrűn beépített északi és déli szárnytól távolabb található a sportstadion, a meteorológiai obszervatórium, a Városliget (Parque da Cidade) és a temető.
A város főtengelyének a tv-torony és a Praça dos Três Poderes tér közötti része gyalogosan is bejárható. A régi buszpályaudvar mögött található a nemzeti színház, jobbra pedig a Catedral Metropolitana Nossa Senhora Aparecida székesegyház. A minisztériumok utcája, az Esplanada dos Ministérios, a katedrális mögött kezdődik. A tengely végén található a parlament (Congresso Nacional). Ez a Praça dos Três Poderes (három hatalom tere)  nyugati oldala. A tér déli oldalán van a legfelsőbb bíróság épülete, a keletin a Tancredo Neves (1910–1985) emlékére épült pantheon, az északi oldalon pedig az elnöki palota, a Palácio do Planalto helyezkedik el.
A tv-toronytól délre levő lakónegyedben található az Igreja Dom Bosco templom, amelyet a város patrónusáról, Bosco Szent Jánosról neveztek el.

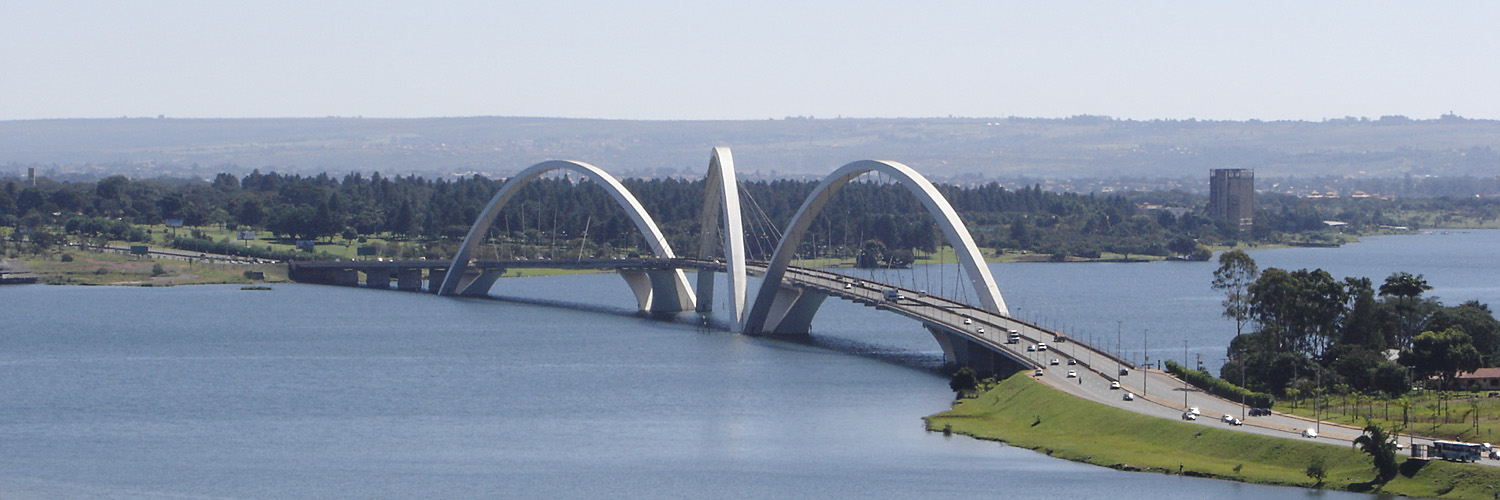
A Juscelino Kubitschek-híd a Paranoá-tavon